# Замах на Роберта Фіцо
Замах на Роберта Фіцо — замах на чинного прем'єр-міністра Словаччини, який стався 15 травня 2024 року в місті Гандлова, внаслідок чого Роберт Фіцо отримав кульові поранення та був госпіталізований.

## Нападник
Нападником був словацький письменник Юрай Цинтула. Напад він пояснив незгодою з політикою уряду Словаччини. Також нападник неодноразово брав участь у заходах забороненої у 2022 році проросійської парамілітарної організації Slovenskí Branci яка проводила військову підготовку школярів та підтримувала терористичні ДНР та ЛНР.

## Наслідки
В уряді Словаччини заявили, що Фіцо перебував у тяжкому стані, який становив загрозу життю. Фіцо переніс термінову операцію. Після кількох операцій він перебував у тяжкому стані.  Близько 19:40 за місцевим часом стан Фіцо після операції стабілізувався. 
16 травня 2024 року з'явилася інформація про те, що лікарі мають намір провести Фіцо повторну операцію.
Наприкінці травня стан Фіцо стабілізували, він почав реабілітацію, його було перевезено до Братислави.

## Реакції
- Словаччина: Президентка Зузана Чапутова рішуче засудила «жорстокий і безжалісний» напад на прем'єр-міністра Словаччини.[15]
- Україна: Президент України Володимир Зеленський засудив напад та побажав потерпілому прем'єру скорішого одужання.[16]
- Європейський Союз: Президент Європейської комісії Урсула фон дер Ляєн і президент Європейської ради Шарль Мішель рішуче засудили напад. Фон дер Ляєн написала в соціальних мережах, що «такі акти насильства не мають місця в нашому суспільстві та підривають демократію, наше найцінніше спільне благо», а Мішель сказав, що «ніщо не може виправдати насильство або такі напади».[17]
- Франція: Президент Еммануель Макрон заявив у соціальних мережах, що він «шокований» і «рішуче засудив цей напад».[18]
- Індія: Прем'єр-міністр Нарендра Моді засудив напад як «боягузливий і підлий акт».[19]
- Росія: Президент Володимир Путін назвав напад «жахливим злочином» і побажав Фіцо «якнайшвидшого та повного одужання».[20]
- США: Президент Джо Байден оприлюднив заяву, в якій засудив спробу вбивства як «жахливий акт насильства».[21]
- Угорщина: Прем'єр-міністр Угорщини Віктор Орбан засудив напад і молиться за прем'єр-міністра, вболіває за Словаччину і він побажав йому якнайшвидшого одужання та поверненням до роботи. Роберт Фіцо знаходиться між життям і смертю.[22][23]

### Відеоматеріали
- Замах на Фіцо! Хто стріляв та в якому стані прем'єр Словаччини? на YouTube,